# 兴隆堡镇 (彰武县)
兴隆堡乡，是中华人民共和国辽宁省阜新市彰武县下辖的一个乡镇级行政单位。

## 行政区划
兴隆堡乡下辖以下地区：
兴隆堡村、东双庙村、于家村、马架子村、喇嘛花村、阿莫村、五家子村、荆林村、郑家村和牤牛海村。